# 北畠紗代子
北畠 紗代子（きたばたけ さよこ、旧姓：川内、1978年10月24日 - ）は、福岡県北九州市八幡西区出身の女性アーチェリー選手。ミキハウス所属。2000年2000年シドニーオリンピック、2004年アテネオリンピック、2008年北京オリンピック代表。福岡県立折尾高等学校、近畿大学商経学部卒業。血液型A型。身長163cm。体重57kg。

## 主な成績
2000年
- シドニーオリンピック 個人5位
- 全日本ターゲットアーチェリー選手権大会 2位

2002年
- 全日本室内アーチェリー選手権大会 1位

2003年
- 全日本室内アーチェリー選手権大会 1位

2004年
- アテネオリンピック 26位
- 全日本選手権大会 1位

2006年
- 全日本選手権大会 2位
- アジア大会 9位

2007年
- 世界選手権 20位